# Holger Müller (Radsportler)
Holger Müller (* 16. Juni 1961) ist ein ehemaliger deutscher Radrennfahrer und nationaler Meister im Radsport.

## Sportliche Laufbahn
Müller war im Straßenradsport aktiv. Er siegte 1980 bei den DDR-Straßen-Radmeisterschaften im Mannschaftszeitfahren auf der Straße mit dem SC Karl-Marx-Stadt. 1981 gewann er das Etappenrennen um den Baltic-Cup, das den Nachwuchsfahrern aus Osteuropa vorbehalten war. 1982 wurde Müller in die Nationalmannschaft der DDR-Straßenfahrer berufen und startete in der Bulgarien-Rundfahrt, die er beim Sieg von Leon Deschiz auf dem 6. Rang beendete. Den Mecsek-Cup, ein Etappenrennen in Ungarn, gewann er 1983 mit einem Etappensieg. Er bestritt zudem Rundfahrten in Belgien, der ČSSR und Bulgarien. Einen weiteren Titel in der DDR-Leistungsklasse gewann er mit dem Erfolg im Bergzeitfahren 1984. 1985 konnte er den zweiten Platz in der Jugoslawien-Rundfahrt hinter Jure Pavlič belegen. Zudem gewann er eine Etappe im Grand Prix Guillaume Tell. 1986 und 1987 siegte er erneut im Mescek-Cup, wobei er 1987 zwei Tageserfolge erzielte. Müller fuhr die DDR-Rundfahrt sechsmal, der 8. Platz in der Gesamtwertung 1986 war sein bestes Resultat. 1988 beendete er seine Laufbahn.